# 日本ユニバーサルモルック協会
日本ユニバーサルモルック協会（にほんユニバーサルモルックきょうかい、英: Universal Molkky Association Japan, 略称 : UMAJ）は、『すべての人が分け隔てなくモルックを楽しむ』を理念に設立された団体である。代表は山口順。
現在では、モルックだけでなく各種ユニバーサルスポーツの普及・推進、インクルーシブの考え方を基にした研修事業等、様々な活動を行っている。